# 安托万·加朗
安托万·加朗（1646年4月4日—1715年2月17日）是一位法國東方學家、翻譯家與考古學家，是第一位將阿拉伯文學作品《一千零一夜》翻譯成歐洲語言的人。對歐洲的文學發展，以及歐洲人對伊斯蘭世界的觀感有相當大的影響。

## 外部連結

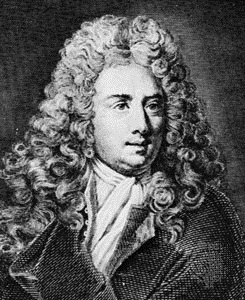
Antoine Galland

- Antoine Galland （页面存档备份，存于） by Maxime de Sars (in French)